# Zygmunt Wierski
Zygmunt Wierski (ur. 5 sierpnia 1902 w Nowym Sączu, zm. 11 października 1982 w Londynie) – dyplomata II Rzeczypospolitej, major Wojska Polskiego. 

## Życiorys
Od listopada 1917 członek Polskiej Organizacji Wojskowej (POW), po odzyskaniu niepodległości służył ochotniczo w Wojsku Polskim do stycznia 1919 i ponownie od lipca 1920 do marca 1921 (w czasie wojny polsko-bolszewickiej). Po zwolnieniu z wojska podjął studia w Szkole Nauk Politycznych w Krakowie, którą ukończył w 1925. 
10 sierpnia 1925 przyjęty do służby dyplomatycznej II Rzeczypospolitej i skierowany do konsulatu w Rotterdamie, 15 stycznia 1926 przeniesiony do konsulatu w Dordrechcie. 1 października 1926 odwołany do centrali Ministerstwa Spraw Zagranicznych w Warszawie i przydzielony do Departamentu Politycznego. 16 lipca 1928 mianowany wicekonsulem w Lipsku. Od 1 listopada 1931 ponownie w Departamencie Politycznym MSZ. 1 grudnia 1933 awansowany na sekretarza legacyjnego poselstwa RP w Atenach. Po odwołaniu Pawła Juriewicza od 30 czerwca 1934 do 31 maja 1936  kierował placówką jako chargé d’affaires ad interim RP w Grecji. Odwołany do centrali MSZ, na własną prośbę zwolniony ze służby w ministerstwie. 
Podczas II wojny światowej w Polskich Siłach Zbrojnych na Zachodzie, awansował do stopnia majora. W styczniu 1946 roku został kierownikiem Biura Opieki Polskiej Ambasady Brytyjskiej w Mediolanie i oficerem łącznikowym dowódcy 2 Korpusu na północne Włochy przy dowódcy dystryktu w Mediolanie. Z racji pełnionej funkcji kierownika biura sprawował opiekę nad obywatelami polskimi przebywającymi w prowincjach północnych Włoch, w porozumieniu z Komisją Aliancką.
Po wojnie pozostał na uchodźstwie w Wielkiej Brytanii, gdzie zmarł.